# 和闐直隸州
和闐直隸州，即和闐州，是清代新疆省所轄的一個直隸州。
光緒九年（1883年）置，治所在額里齊城（今新疆维吾尔自治区和田市城區）。其辖地東至且末，西至哈喇哈什河，南至崑崙山及阿克賽欽，北至塔克拉玛干沙漠。1913年（民國二年），全国废州，故裁。

## 建置沿革
清代和闐原為和闐辦事大臣管轄區域，隸屬於總理回疆事務參贊大臣和伊犁將軍，轄額里齊城、哈喇哈什城（今墨玉縣城）、克勒底雅城（今于田縣城）、玉隴哈什村（今洛浦縣玉龍喀什鎮）、齊爾拉村（今策勒縣）、塔克村。
光緒四年（1878）清軍戡定回疆，設“西四城善後總局”。光緒九年，新疆籌備建省，各地設置府、州、廳、縣。裁撤和闐辦事大臣，置和闐直隸州，隸屬於喀什噶爾道。州治在和闐首城額里齊，轄二十九回莊。清末，和闐直隸州領二縣：
- 縣（繁，難），光緒九年置，初治哈喇哈什，不久移治克勒底雅。轄五十九回莊。
- 洛浦縣（繁，難），光緒二十八年（1902年）析置，轄四十一回莊。

|            | 縣                | 建置年代 | 回莊數 | 所領回莊 |
| ---------- | ----------------- | -------- | ------ | -------- |
| 和闐直隸州 | 州本轄 （額里齊） | 1883年   | 29     |          |
| 和闐直隸州 | 于闐縣            | 1883年   | 59     |          |
| 和闐直隸州 | 洛浦縣            | 1902年   | 41     |          |

中華民國成立後，廢除府、州，改行省、道、縣制。和闐直隸州於1913年裁撤。1920年置和闐道。